# België op de Olympische Zomerspelen 1908
België nam deel aan de Olympische Zomerspelen 1908 in Londen, Engeland. Na 1900 was dit de tweede Belgische deelname.

## Medailleoverzicht
| Sport       | Olympiër                                                                    | Discipline        | Medaille |
| ----------- | --------------------------------------------------------------------------- | ----------------- | -------- |
| Schietsport | Paul Van Asbroeck                                                           | pistool (m)       | Goud     |
| Roeien      | Club Gent                                                                   | acht (m)          | Zilver   |
| Schietsport | Walter Ellicott                                                             | pistool (m)       | Zilver   |
| Schietsport | Paul Van Asbroeck Walter Ellicott Réginald Storms Charles Paumier du Verger | pistool, team (m) | Zilver   |
| Waterpolo   | team                                                                        | mannen            | Zilver   |
| Zeilen      | Léon Huybrechts Louis Huybrechts Henri Weewauters                           | 6m-klasse         | Zilver   |
| Schermen    | team                                                                        | degen (m)         | Brons    |
| Wielrennen  | Joseph Werbrouck                                                            | 20 km, baan (m)   | Brons    |

## Resultaten per onderdeel

### Atletiek
| Olympiër         | Discipline              | Resultaat    | Prestatie                                  |
| ---------------- | ----------------------- | ------------ | ------------------------------------------ |
| Victor Jacquemin | 100m (m)                | series       | serie 6: 2e in 11,5                        |
| Jean Konings     | 100m (m)                | series       | serie 4: 2e in 11,6                        |
| Fernand Halbart  | 200m (m)                | series       | serie 10: 5e                               |
| Victor Jacquemin | 400m (m)                | DNF          | serie 10: niet gefinisht                   |
| François Delloye | 1500m (m)               | halve finale | halve finale 8: 5e                         |
| Fernand Halbart  | 110m horden (m)         | DNF          | serie 8: 1e halve finale 4: niet gefinisht |
| François Celis   | marathon (m)            | DNF          | niet gefinisht                             |
| Léon Dupont      | hoogspringen (m)        | 16e          | 1,67m                                      |
| Léon Dupont      | staand verspringen (m)  | 8-25e        | onbekend                                   |
| Léon Dupont      | staand hoogspringen (m) | 8e           | 1,42m                                      |

### Gymnastiek
| Olympiër        | Discipline               | Resultaat | Prestatie |
| --------------- | ------------------------ | --------- | --------- |
| Antoine de Buck | meerkamp individueel (m) | onbekend  |           |
| Jean van Guysse | meerkamp individueel (m) | onbekend  |           |

### Roeien
| Olympiër | Discipline | Resultaat | Prestatie                                         |
| --- | ---------- | --------- | ------------------------------------------------- |
| Joseph Hermans | skiff (m)  | 5e        | kwartfinale 4: 2e                                 |
| Oscar Dessomville Georges Mys Marcel Morimont Rémy Orban Rodolphe Poma Oscar Taelman François Vergucht Polydore Veirman Alfred Van Landeghem (sm) | acht (m)   | Zilver    | halve finale 2: 1e in 8.22,0 finale: 2e in 7.57,5 |

### Schermen
| Olympiër | Discipline     | Resultaat | Prestatie |
| --- | -------------- | --------- | --- |
| Paul Anspach | degen (m)      | 5e        | groep H: 2e (5-2) 2e ronde groep 7: 1e (3-1) halve finale 2: 1ste (5-2) finale: 5e                                                     |
| Fernand Bosmans                                                                                                 | degen (m)      | 9e        | groep G: 3e (4-3) 2e ronde groep 6: 2e (4-2) halve finale 1: 8e (4-7)                                                                  |
| Fernand de Montigny                                                                                             | degen (m)      | 2e ronde  | groep E: 2e (5-3) 2e ronde groep 7: 3e (2-2)                                                                                           |
| Pierre le Blon                                                                                                  | degen (m)      | 9e        | groep K: 2de (3-2) 2de ronde groep 1: 1ste (4-1) halve finale 2: 8ste (2-6)                                                            |
| Gaston Renard                                                                                                   | degen (m)      | 9e        | groep C: 2e (3-2) 2e ronde groep 2: 2e (2-2) halve finale 1: 5e (3-5)                                                                  |
| François Rom | degen (m)      | 9e        | groep F: 1e (4-1) 2e ronde groep 6: 1e (3-1) halve finale 1: 5e (5-5)                                                                  |
| André Sarens | degen (m)      | 1e ronde  | groep D: 7e (3-6) |
| François Stuyck                                                                                                 | degen (m)      | 2e ronde  | groep L: 2e (2-2) 2e ronde groep 1: 4e (1-3)                                                                                           |
| Marcel Van Langenhove                                                                                           | degen (m)      | 2e ronde  | groep M: 2e (2-2) 2e ronde groep 6: 3e (2-3)                                                                                           |
| Paul Anspach Désiré Beaurain Fernand Bosmans Fernand de Montigny Ferdinand Feyerick François Rom Victor Willems | degen team (m) | Brons     | 1e ronde: W van Zweden: 11-6 halve finale: W van Italië: 9-8 finale: V van Frankrijk: 7-9 zilveren finale: V van Groot-Brittannië: 5-9 |
| Paul Anspach | sabel (m)      | 2e ronde  | groep J: 2e (5-2) 2e ronde groep 5: 5e (0-4)                                                                                           |
| André du Bosch                                                                                                  | sabel (m)      | 1e ronde  | groep I: 4e (2-3) |
| Étienne Grade                                                                                                   | sabel (m)      | 2e ronde  | groep C: 2e (4-2) 2e ronde groep 1: 3e (2-3)                                                                                           |
| Alexis Simonson                                                                                                 | sabel (m)      | 1e ronde  | groep L: 5e (2-3) |
| Henri Six | sabel (m)      | 1e ronde  | groep A: 5e (1-4) |
| Joseph Van der Voodt                                                                                            | sabel (m)      | 14e       | groep B: 2e (3-2) 2e ronde groep 3: 1e (3-1) halve finale 2: 7e (1-6)                                                                  |
| Antoine Van Tomme                                                                                               | sabel (m)      | 1e ronde  | groep F: 4e (2-3) |
| André du Bosch Etienne Grade Antoine van Tomme Joseph van der Voodt                                             | sabel team (m) | 6e        | 1e ronde: V van Frankrijk: 6-10 |

### Schietsport
| Olympiër                                                                                      | Discipline                | Resultaat | Prestatie   |
| --------------------------------------------------------------------------------------------- | ------------------------- | --------- | ----------- |
| Ernest Ista                                                                                   | 300m vrij geweer (m)      | 35e       | 701 punten  |
| Fernand Rey                                                                                   | 300m vrij geweer (m)      | 36e       | 698 punten  |
| Réginald Storms Joseph Geens Ernest Ista Edouard Poty Henri Sauveur Charles Paumier du Verger | 300m vrij geweer team (m) | 5e        | 4509 punten |
| René Englebert                                                                                | individueel pistool (m)   | 15e       | 441 punten  |
| Jacques Pinchart                                                                              | individueel pistool (m)   | 37e       | 372 punten  |
| Réginald Storms                                                                               | individueel pistool (m)   | Zilver    | 487 punten  |
| Paul van Asbroeck                                                                             | individueel pistool (m)   | Goud      | 490 punten  |
| René Englebert Charles Paumier du Verger Réginald Storms                                      | pistool team (m)          | Zilver    | 1863 punten |

### Schoonspringen
| Olympiër         | Discipline    | Resultaat | Prestatie               |
| ---------------- | ------------- | --------- | ----------------------- |
| Jerome Hicketick | 10m toren (m) | DNF       | groep 2: niet gefinisht |

### Waterpolo
| Olympiër                                                                                                 | Discipline | Resultaat | Prestatie                                                                                             |
| --- | ---------- | --------- | --- |
| Victor Boin Herman Donners Fernand Feyaerts Oscar Grégoire Herman Meyboom Albert Michant Joseph Pletincx | mannen     | Zilver    | kwartfinale: W van Nederland: 8-1 halve finale: W van Zweden: 8-4 finale: V van Groot-Brittannië: 2-9 |

### Wielersport
| Olympiër                    | Discipline               | Resultaat    | Prestatie                                 |
| --------------------------- | ------------------------ | ------------ | ----------------------------------------- |
| Léon Couckelberg            | 660 yards (m)            | series       | serie 15: 2e                              |
| Jean Patou                  | 660 yards (m)            | series       | serie 4: 2e                               |
| Lucien Renard               | 660 yards (m)            | halve finale | serie 14: 1e halve finale 4: 2e           |
| Jean van Benthem            | 660 yards (m)            | series       | serie 12: 3e                              |
| Joseph Werbrouck            | 660 yards (m)            | series       | serie 8: 2e                               |
| Guillaume Coeckelberg       | 5000m (m)                | halve finale | halve finale 4: onbekend                  |
| Léon Couckelberg            | 20km (m)                 | DSQ          | halve finale 6: gediskwalificeerd         |
| Jean van Benthem            | 20km (m)                 | halve finale | halve finale 2: onbekend                  |
| Joseph Werbrouck            | 20km (m)                 | Brons        | halve finale 1: 3e finale: 3e             |
| Guillaume Coeckelberg       | 100km (m)                | halve finale | halve finale 2: onbekend                  |
| Léon Coeckelberg Jean Patou | tandem (m)               | halve finale | serie 4: 1e in 2.25,00 halve finale 1: 4e |
| onbekend                    | ploegenachtervolging (m) | DNS          | serie 1: niet gestart                     |

### Worstelen
| Olympiër       | Discipline     | Resultaat      | Prestatie                                                                            |
| Grieks-Romeins | Grieks-Romeins | Grieks-Romeins | Grieks-Romeins                                                                       |
| -------------- | -------------- | -------------- | ------------------------------------------------------------------------------------ |
| Lucien Hansen  | -66,6kg (m)    | 17e            | 1e ronde: V van FIN Linden                                                           |
| Fernand Steens | -66,6kg (m)    | 17e            | 1e ronde: V van DEN Carlsen                                                          |
| Marcel Dubois  | -93kg (m)      | 5e             | 1e ronde: W van GBR Foskett 2e ronde: W van GBR Brown kwartfinale: V van FIN Saarela |
| August Meesen  | -93kg (m)      | 9e             | 1e ronde: vrij 2e ronde: V van GBR Banbrook                                          |

### Zeilen
| Olympiër                                          | Discipline | Resultaat | Prestatie |
| ------------------------------------------------- | ---------- | --------- | --------- |
| Léon Huybrechts Louis Huybrechts Henri Weewauters | 6m (m)     | Zilver    | 3-4-1     |

### Zwemmen
| Olympiër         | Discipline          | Resultaat    | Prestatie                      |
| ---------------- | ------------------- | ------------ | ------------------------------ |
| Victor Boin      | 100m vrije slag (m) | series       | serie 4: onbekend              |
| Armand Deprez    | 100m vrije slag (m) | series       | serie 9: onbekend              |
| Fernand Feyaerts | 100m vrije slag (m) | series       | serie 6: onbekend              |
| Herman Meyboom   | 100m vrije slag (m) | series       | serie 1: onbekend              |
| Oscar Grégoire   | 100m rugslag (m)    | series       | serie 6: niet gefinisht        |
| Félicien Courbet | 200m schoolslag (m) | halve finale | serie 7: 1e halve finale 2: 4e |
| Pierre Strauwen  | 200m schoolslag (m) | series       | serie 3: 4e                    |

Argentinië · Australazië · België · Bohemen · Canada · Denemarken · Duitsland · Finland · Frankrijk · Griekenland · Groot-Brittannië · Hongarije · Italië · Nederland · Noorwegen · Oostenrijk · Rusland · Turkije · Verenigde Staten · Zuid-Afrika · Zweden · Zwitserland